# Wayne Morris (acteur américain)
Pour les articles homonymes, voir Morris et Wayne Morris.
Wayne Morris est un acteur américain, de son nom complet Bert DeWayne Morris, né le 17 février 1914 à Los Angeles (Californie), mort le 14 septembre 1959 à Oakland (Californie).

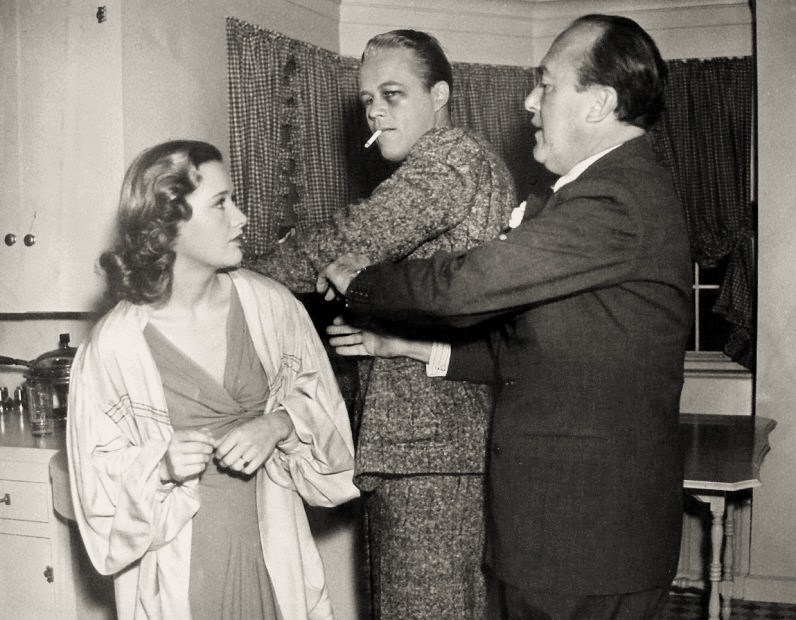
Sur le tournage de Love, Honor and Behave (1938), avec Priscilla Lane et le réalisateur Stanley Logan (à d.)

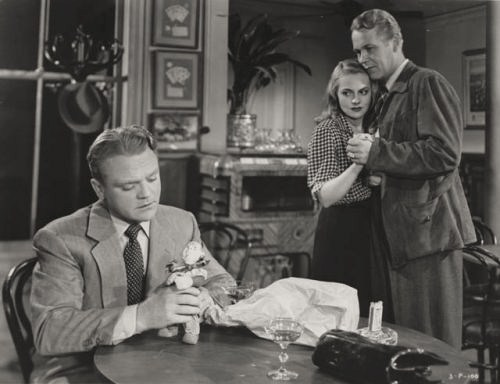
Avec James Cagney (assis) et Jeanne Cagney, dans Le Bar aux illusions (1948)

## Biographie
Au cinéma, Wayne Morris débute en 1936 et contribue en tout à soixante-et-un films américains (produits principalement par la Warner Bros.), ainsi qu'à trois films britanniques. Un de ses premiers films notables est Le Dernier Combat de Michael Curtiz, sorti en 1937, où il tient le rôle-titre (original) de Kid Galahad, aux côtés d'Edward G. Robinson, Bette Davis et Humphrey Bogart. Il retrouve ce dernier dans Le Retour du docteur X de Vincent Sherman (1939).
Après la Seconde Guerre mondiale (durant laquelle il est pilote de chasse dans l'US Navy — sur l'USS Essex — et dont il ressort décoré), il collabore notamment à Horizons en flammes de Delmer Daves (1949, avec Gary Cooper et Jane Wyatt) et au western — il en tourne seize au total — The Bushwhackers de Rodney Amateau (1952, avec John Ireland et Dorothy Malone).
Son antépénultième film est Les Sentiers de la gloire de Stanley Kubrick (1957, avec Kirk Douglas et Adolphe Menjou). Le dernier est le western Buffalo Gun, sorti le 1er juillet 1961, près de deux ans après sa mort brutale, d'une crise cardiaque.
Pour la télévision, Wayne Morris participe à dix-neuf séries à partir de 1955, dont les séries-westerns Gunsmoke (un épisode, 1958) et Au nom de la loi (un épisode, 1959). Sa dernière prestation au petit écran est diffusée en 1960, près d'un an après sa mort.
Au théâtre, il joue une fois à Broadway (New York), dans la pièce The Cave Dwellers de William Saroyan, représentée d'octobre 1957 à janvier 1958.

## Filmographie partielle

### Au cinéma
(films américains, sauf mention contraire)
- 1936 : Courrier de Chine (China Clipper) de Ray Enright
- 1937 : Sous-marin D-1 (Submarine D-1) de Lloyd Bacon :
- 1937 : Le Dernier Combat (Kid Galahad) de Michael Curtiz
- 1938 : Les Cadets de Virginie (Brother Rat) de William Keighley
- 1938 : Les hommes sont si bêtes (Men Are Such Fools) de Busby Berkeley
- 1938 : Love, Honor and Behave de Stanley Logan
- 1938 : La Vallée des géants (Valley of the Giants) de William Keighley
- 1939 : Le Retour du docteur X (The Return of Doctor X) de Vincent Sherman
- 1940 : An Angel from Texas de Ray Enright
- 1940 : Double Alibi de Phil Rosen
- 1940 : Gambling on the High Seas (en) de George Amy
- 1940 : Flight Angels (en) de Lewis Seiler
- 1940 : The Quarterback d'H. Bruce Humberstone
- 1941 : Bad Men of Missouri (it) de Ray Enright
- 1941 : L'Escadrille des jeunes (I Wanted Wings) de Mitchell Leisen
- 1941 : Three Sons o' Guns de Benjamin Stoloff
- 1941 : The Smiling Ghost de Lewis Seiler
- 1947 : Le Repaire du forçat (Deep Valley) de Jean Negulesco
- 1947 : L'Aventure à deux (The Voice of the Turtle) d'Irving Rapper
- 1948 : Le Bar aux illusions (The Time of Your Life), de H. C. Potter
- 1949 : L'Extravagant M. Phillips (A Kiss in the Dark) de Delmer Daves
- 1949 : The Younger Brothers d'Edwin L. Marin
- 1949 : John Loves Mary de David Butler
- 1949 : Horizons en flammes (Task Force) de Delmer Daves
- 1949 : The House Across the Street (en) de Richard L. Bare
- 1950 : Johnny One-Eye de Robert Florey
- 1951 : Traqué dans la Sierra (Sierra Passage) de Frank McDonald
- 1951 : The Big Gusher de Lew Landers
- 1952 : The Bushwhackers de Rodney Amateau
- 1952 : Desert Pursuit (en) de George Blair
- 1953 : The Marksman de Lewis D. Collins
- 1954 : The Desperado de Thomas Carr
- 1954 : Le Cavalier traqué (Riding Shotgun) d'André de Toth
- 1954 : Port of Hell d'Harold D. Schuster
- 1955 : Lord of the Jungle de Ford Beebe
- 1955 : Les Trafiquants de la channel (Cross Channel) de R. G. Springsteen
- 1955 : The Master Plan de Cy Endfield (film britannique)
- 1956 : The Gelignite Gang de Francis Searle et Terence Fisher (film britannique)
- 1957 : The Crooked Sky d'Henry Cass (film britannique)
- 1957 : Les Sentiers de la gloire (Paths of Glory) de Stanley Kubrick

### À la télévision
- 1958 : Gunsmoke ou Police des plaines (Gunsmoke ou Marshal Dillon)
  - Saison 3, épisode 25 Dirt de Ted Post
- 1958 : Maverick
  - Saison 2, épisode 12 Prey of the Cat de Douglas Heyes
- 1958 : La Grande Caravane (Wagon Train)
  - Saison 2, épisode 10 The Tent City Story
- 1959 : Aventures dans les îles (Adventures in Paradise)
  - Saison 1, épisode 14 Le Sceau de l'archer (The Archer's Ring) de Bernard Girard
- 1959 : Alfred Hitchcock présente (Alfred Hitchcok presents)
  - Saison 4, épisode 15 Une affaire personnelle (A Personal Matter) de Paul Henreid
- 1959 : Au nom de la loi (Wanted : Dead or Alive)
  - Saison 1, épisode 24 Campagne électorale (Secret Ballot) de Don McDougall
- 1959 : Bat Masterson
  - Saison 1, épisode 20 Battle of the Pass

## Théâtre à Broadway (intégrale)
- 1957-1958 : The Cave Dwellers de William Saroyan, avec Ivan Dixon, Clifton James, Barry Jones